# Abschnittsbefestigung Bürg
Die Abschnittsbefestigung Bürg, auch einfach Burg genannt, ist eine abgegangene Abschnittsbefestigung (Wallburg) etwa 375 Meter westsüdwestlich von Reusch, einem Ortsteil des Marktes Kastl im Landkreis Amberg-Sulzbach in Bayern.

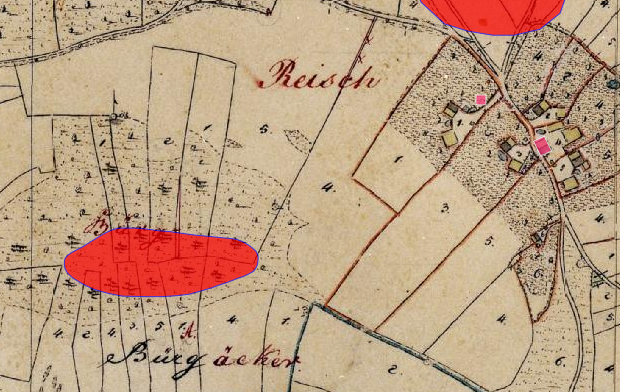
Lageplan der Abschnittsbefestigung Bürg auf dem Urkataster von Bayern

Von der vor- und frühgeschichtlichen Wallanlage sind nur noch Wallreste erhalten. Heute ist die Abschnittsbefestigung als Bodendenkmal D-3-6636-0019 „Wallanlage vor- und frühgeschichtlicher Zeitstellung“ vom Bayerischen Landesamt für Denkmalpflege erfasst.